# Дружба (Охтирський район)
Дру́жба — село в Україні, у Великописарівській громаді Охтирського району Сумської області. Населення становить 30 осіб. Колишній орган місцевого самоврядування — Вільненська сільська рада.

## Географія
Село Дружба розташоване на лівому березі річки Ворсклиця, за 17 км у північно-західному напрямку від районного центру Великої Писарівки та за 30 км від залізничної станції Кириківка. Вище за течією річки на відстані 1 км розташоване село Шурове, нижче за течією на відстані 1,5 км розташоване село Пожня. Річка в цьому місці звивиста, утворює лимани, стариці та заболочені озера. На території села є озеро Бездонне, яке було настільки глибоке, що в ньому топилися коні. Поруч проходить автомобільна дорога Т 1901.

## Історія
Село було засновано на початку ХХ ст. переселенцями з Вільного. У Вільному на той земля для обробітку нарізалася кожні 5 років, у залежності від кількості чоловіків в сім'ї (жінки в рахунок не брались), через 5 років земля переділялась. Землі селянам не вистачало. Під час земельної реформи Столипіна селянам дозволили селитись на хуторах. Земля нарізалась раз і назавжди і в більшому об'ємі. Одним із таких хуторів і став Дружба.
При заснуванні села, перші поселенці зіткнулися з пнями, які необхідно було викорчувати, щоб побудувати село. Звідси і виникла перша назва села Пеннє. Згодом село переіменували в Дружбу.
Село постраждало внаслідок геноциду українського народу, проведеного урядом СССР 1932–1933 та 1946–1947 роках.
Під час укрупнення колгоспів, за часів Хрущова, місцевий колгосп хотіли з'єднати з колгоспом з Пожні, яка знаходилась на протилежному березі Ворсклиці, проте на той час він був бідний, і селяни запротестували. Було вирішено приєднати село до Широкого Берегу. Але місцеві жителі прогадали. Керівництво об'єднаного колгоспу забрало з села всю техніку, коней та іншу худобу, й місцевим мешканцям, щоб взяти, наприклад, коня, доводилося йти 7 км — відстань до Широкого Берега. Тому жителі почали потроху переселятися до Широкого Берега та Вільного, і населений пункт став занепадати. Крім того об'єднаний колгосп збанкрутів, і Великий Берег з Дружбою об'єднали в одну Вільненську сільську раду.
12 червня 2020 року, відповідно до розпорядження Кабінету Міністрів України № 723-р «Про визначення адміністративних центрів та затвердження територій територіальних громад Сумської області», село увійшло до складу Великописарівської селищної громади.
19 липня 2020 року, в результаті адміністративно-територіальної реформи та ліквідації Великописарівського району, увійшло до складу новоутвореного Охтирського району.
24 травня 2024 року по селу з боку російського агресора зафіксовано 5 вибухів, ймовірно РСЗВ.
17 серпня 2024 року оперативне командування «Північ» повідомило про обстріли Сумської області. Серед постраждалих населених пунктів село Дружба – 6 вибухів, ймовірно ствольна артилерія 122 мм. В результаті обстрілу поранено 1 цивільну особу.     

## Населення

### Мова
Розподіл населення за рідною мовою за даними :
| Мова       | Кількість | Відсоток |
| ---------- | --------- | -------- |
| російська  | 25        | 83.33%   |
| українська | 5         | 16.67%   |
| Усього     | 30        | 100%     |